# Kulturarchiv Prättigau

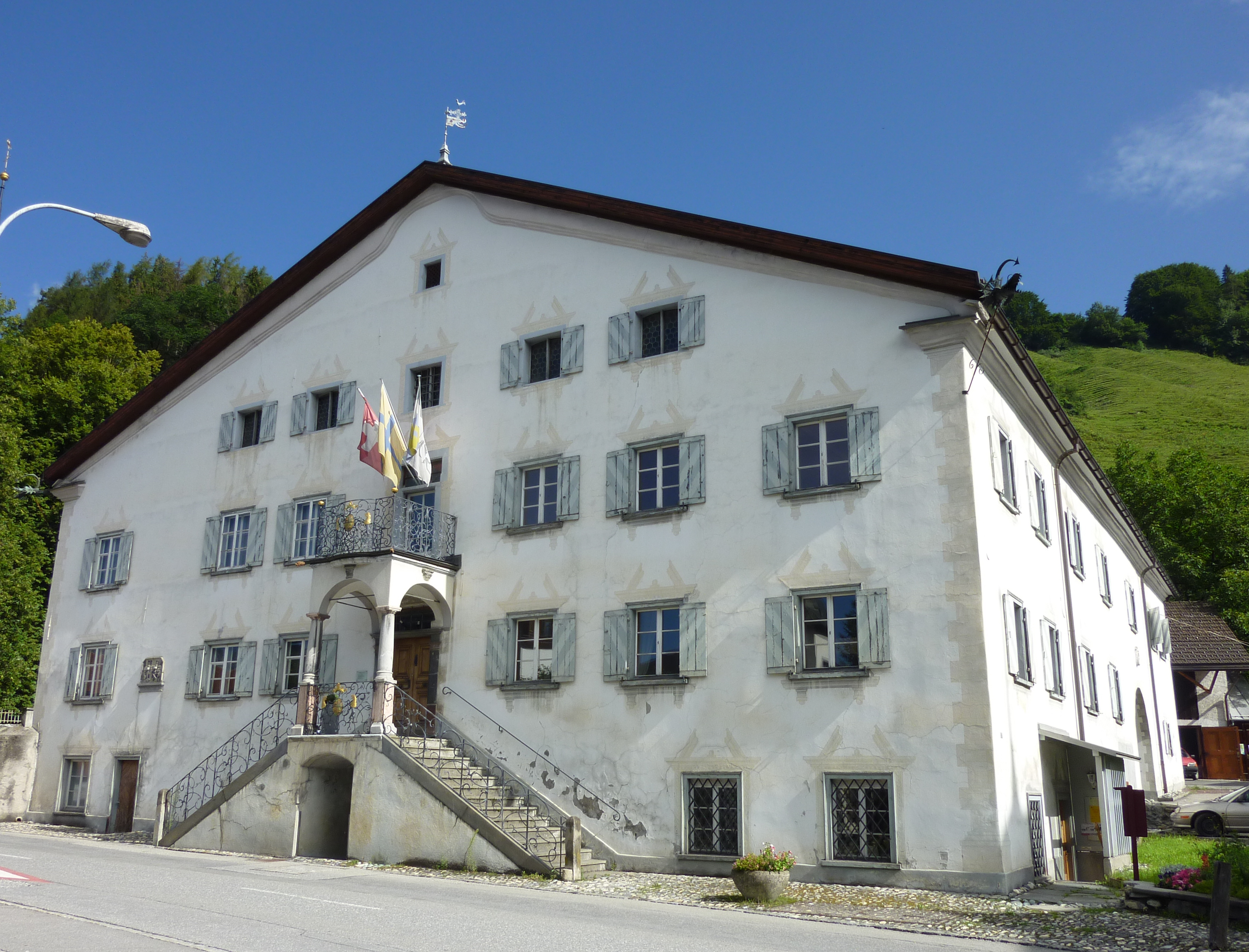
Sitz des Archivs

Das Kulturarchiv Prättigau (KAP) ist eine regionale Dokumentationsstelle im Kanton Graubünden mit Sitz in Grüsch in der Schweiz. Das Archiv widmet sich der Sammlung, Erschliessung und Bewahrung von Dokumenten, Fotografien, Nachlässen und weiteren Materialien zur Geschichte, Kultur und Alltagswelt des Prättigaus und seiner Gemeinden.

## Geschichte und Trägerschaft
Das Archiv wurde 1989 auf Initiative von Domenica von Ott gegründet und befindet sich im Obergeschoss des Kulturhauses Rosengarten in Grüsch. Die Sammlung gehört der Stiftung Haus Rosengarten, die die Räumlichkeiten zur Verfügung stellt. Die Betreuung erfolgt durch eine freiwillige Arbeitsgruppe.

## Sammlung und Bestände
Das Kulturarchiv Prättigau verfügt über folgende Dokumente und Medien zum kulturellen Erbe und zur Geschichte des Prättigaus:
- Schriftliche Dokumente: Diese Kategorie umfasst unter anderem Briefe, Rechnungen und Gemeindedruckschriften. Ein bemerkenswertes Beispiel ist die Schiers Gemeindeschachtel, die persönliche Dokumente wie Taufscheine und Schulzeugnisse von Rudolf Reidt (geb. 1843) enthält und somit detaillierte Einblicke in individuelle Lebensläufe ermöglicht. Ebenfalls von Bedeutung ist der Brief der Auswandererwitwe Magdalena Wendt-Wieland, welcher im Rahmen der Ausstellung "Auswandern - Heimkehren" präsentiert wurde und Aspekte der Migrationsgeschichte im regionalen Kontext beleuchtet.
- Fotografien und Ansichtskarten: Diese visuellen Medien dokumentieren die Entwicklung und das Erscheinungsbild der Prättigauer Gemeinden über die Zeit.
- Nachlässe: Das Archiv verwahrt Nachlässe bedeutender Persönlichkeiten der Region, darunter der Bestand des Historikers Ernst Kobler[3], der Autorin Rosina Kuhn-Müller[3] sowie des Extrembergsteigers und Fotografen Andrea Vogel (1958–2021). Die Nachlässe dieser Persönlichkeiten bieten Forschungsgrundlagen zu ihrem Wirken und zur Zeitgeschichte der Region.[4][5]

- Filmmaterial:   Die Sammlung enthielt historisches Filmmaterial von Armanno Abeni, der über mehrere Jahrzehnte hinweg das Alltagsleben, Brauchtum und die Landschaft des Prättigaus mit der Kamera dokumentierte. Dieses Material wurde im Rahmen eines Erschliessungsprojekts aufgearbeitet und anschliessend als Schenkung an die Kantonsbibliothek Graubünden in Chur weitergegeben. Dort wird es schrittweise digitalisiert, um die langfristige Sicherung und den Zugang über das AV-Medienportal Graubünden zu gewährleisten.[6]
- Handbibliothek: Eine spezialisierte Handbibliothek mit Werken zur Geschichte Graubündens dient als Referenzquelle für die Archivarbeit und als Forschungsgrundlage.
- Dokumentationen und Spezialbestände: Ergänzt werden die Sammlungen durch Dokumentationen von Stammbäumen, eine Sammlung von Zeitungsausschnitten sowie Materialien aus wissenschaftlichen Abschlussarbeiten und Ausstellungen, die sich mit der Region beschäftigen.

## Nutzung und Öffentlichkeit
Das Archiv ist einmal wöchentlich an einem Werktag oder nach Vereinbarung  geöffnet. Die Nutzung ist frei und unentgeltlich. Führungen und Recherchehilfen sind nach Vereinbarung möglich.